# Lijst van rivieren in Finland
Dit is een overzicht van de belangrijkste rivieren in Finland.
De meeste rivieren in Finland monden uit in de Oostzee, hier onderverdeeld in de Botnische Golf en de Finse Golf, waarbij Turku beschouwd is als grens tussen de twee.

## Rivieren die uitmonden in deBotnische Golf
- Torne (ook: Tornionjoki of Torne älv (in Tornio en Haparanda)) - grens met Zweden
  - Tengeliönjoki (in Aavasaksa)
  - Muonio (bij Pajala) - grens met Zweden
    - Palojoki (bij Palojoensuu)
    - Könkämärivier (bij Kaaresuvanto) - grens met Zweden
      - Lätäseno (bij Kaaresuvanto)
- Kemijoki (in Kemi) 
  - Ounasjoki (in Rovaniemi)
    - Näkkäläjoki (bij Hetta)
    - Käkkälöjoki (bij Hetta)

  - Raudanjoki (bij Oikarainen)
  - stroomt door het Kemijärvi
  - Kitinen (bij Pelkosenniemi)
    - Luiro (bij Pelkosenniemi)
    - Jeesiöjoki (in Sodankylä)

  - Tenniöjoki (bij Savukoski)
  - Värriöjoki (in Martti)
- Simojoki (in Simo)
- Iijoki (in Ii)
  - Siuruanjoki (in Yli-Ii)
  - Livojoki (bij Pudasjärvi)
- Kiiminkijoki (in Haukipudas)
- Oulujoki (in Oulu) 
  - Oulujärvimeer
    - Kiehimänjoki (in Paltamo)
    - Kajaaninjoki (bij Kajaani)
- Pyhäjoki (in Pyhäjoki)
- Kalajoki (in Kalajoki)
- Perhonjoki (in Kokkola)
- Kyrönjoki (bij Vaasa)
- Närpes å (bij Närpes)
- Eurajoki (in Eurajoki
- Kokemäenjoki (in Pori)
  - Loimijoki (in Huittinen)
  - Rautavesimeer en Kulovesimeer
    - Nokianvirta (in Nokia)
    - Pyhäjärvi-meer
      - Tammerkoski (in Tampere)
- Aurajoki (in Turku)

## Rivieren die uitmonden in deFinse Golf
- Uskelanjoki (in Salo)
- Vantaa (in Helsinki)
  - Keravanjoki (in Vantaa)
- Porvoonjoki (in Porvoo)
- Kymijoki (in Kotka en bij Ruotsinpyhtää)
  - uit het Päijänne-meer
    - Jämsänjoki (in Jämsä)

### Rivieren die viaRuslandin de Finse Golf uitmonden
Het water uit deze rivieren stroomt door het Ladogameer en de rivier de Neva naar zee.
- Vuoksi (in Imatra)
  - Saimaameer
  - Naar de met het Saimaameer verbonden meren:
    - Höytiäisenkanava (in Joensuu)
    - Pielisjoki (in Joensuu)
      - Koitajoki (bij Eno)
      - uit het Pielinen-meer
        - Lieksanjoki (in Lieksa)
- Jänisjoki (in Värtsilä)

## Rivieren die via Rusland in deWitte Zeeuitmonden
- Oulankajoki (ten noordoosten van Kuusamo)
  - Kitkanjoki (bij de grens)
- Tuntsajoki
- Luttojoki
- Pasvikelva
  - Inarimeer
    - Ivalorivier (bij Ivalo)
    - Juutuanjoki (in de plaats Inari)
      - Paatarimeer
        - Lemmenjoki
        - Vaskojoki

## Rivieren die viaNoorwegenstromen
- Näätämöjoki
- Tana (Teno) - grens met Noorwegen
  - Utsjoki (in Utsjoki)
  - Inarijoki (bij Karigasniemi) - grens met Noorwegen
  - Karasjohka (bij Karigasniemi, vanuit Noorwegen)